# Leidseplein

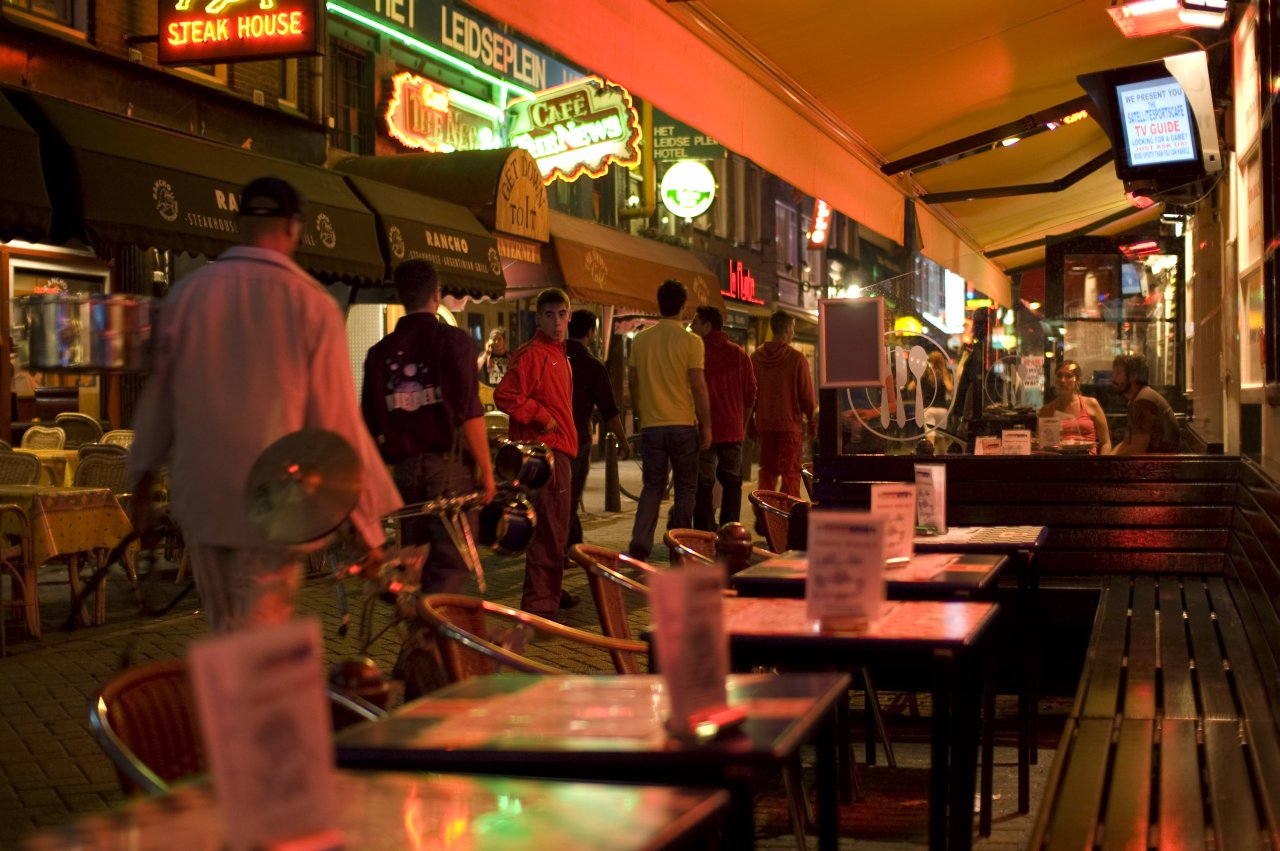
Bredvid själva torget, finns flera gator, såsom Korte Leidsedwarsstraat (bilden), som är döpt efter staden Leiden.

Leidseplein är ett torg i centrala Amsterdam, Nederländerna. Leidseplein är beläget sydväst om distriktet Grachtengordel i Amsterdam, och ligger omedelbart nordöst om Singelgrachtkanalen. Det är beläget vid korsningarna vid Weteringschans, Marnixstraat, och Leidsestraat.
Leidseplein är en av de mest frekventerade platserna för nattliv i staden. Historiskt sett var torget beläget på slutet av vägen från Leiden, och tjänade som en parkeringsplats för hästburen trafik. Idag trafikerar modern trafik torget och på sidogatorna finns restauranger och nattklubbar. Stadsschouwburg, en teater, är det mest anmärkningsvärda arkitektoniska landmärket på torget, och i närheten ligger American Hotel.